# Gabi Zange
Gabriele Zange –conocida como Gabi Zange– (nacida como Gabriele Schönbrunn, Crimmitschau, RDA, 1 de junio de 1961) es una deportista de la RDA que compitió en patinaje de velocidad sobre hielo. 
Participó en dos Juegos Olímpicos de Invierno, obteniendo tres medallas de bronce, una en Sarajevo 1984, en los 3000 m, y dos en Calgary 1988, en 3000 m y 5000 m.
Ganó dos medallas en el Campeonato Mundial de Patinaje de Velocidad sobre Hielo, plata en 1985 y bronce en 1984, y dos medallas en el Campeonato Europeo de Patinaje de Velocidad sobre Hielo, oro en 1984 y bronce en 1981.

## Palmarés internacional
| Juegos Olímpicos   | Juegos Olímpicos          | Juegos Olímpicos  | Juegos Olímpicos      |
| Año                | Lugar                     | Medalla           | Prueba                |
| ------------------ | ------------------------- | ----------------- | --------------------- |
| 1984               | Sarajevo (Yugoslavia)     | Medalla de bronce | 3000 m                |
| 1988               | Calgary (Canadá)          | Medalla de bronce | 3000 m                |
| 1988               | Calgary (Canadá)          | Medalla de bronce | 5000 m                |
| Campeonato Mundial |                           |                   |                       |
| Año                | Lugar                     | Medalla           | Prueba                |
| 1984               | Deventer (Países Bajos)   | Medalla de bronce | Clasificación general |
| 1985               | Sarajevo (Yugoslavia)     | Medalla de plata  | Clasificación general |
| Campeonato Europeo |                           |                   |                       |
| Año                | Lugar                     | Medalla           | Prueba                |
| 1981               | Heerenveen (Países Bajos) | Medalla de bronce | Clasificación general |
| 1984               | Almá-Atá (URSS)           | Medalla de oro    | Clasificación general |